# Gymnothorax favagineus
A Gymnothorax favagineus a sugarasúszójú halak (Actinopterygii) osztályának angolnaalakúak (Anguilliformes) rendjébe, ezen belül a murénafélék (Muraenidae) családjába és a Muraeninae alcsaládjába tartozó faj.

## Előfordulása
A Gymnothorax favagineus elterjedési területe a Csendes-óceán, az Indiai-óceán és a Vörös-tenger; Kelet-Afrikától Pápua Új-Guineáig, északon Japánig és délen Ausztráliáig.

## Megjelenése
Ennek a 300 centiméter hosszú halfajnak általában fehér színe van, amelyet fekete lépesméz minta tarkít. A minták mérete és elhelyezkedése példánytól és élőhelytől függően változó. A tiszta vízben élő állatoknak világosabb a színe, a zavaros vízben élőknek, pedig több fekete van a mintájukban. Egyes példányok, majdnem teljesen feketék. 140-143 csigolyája van.

## Életmódja
A Gymnothorax favagineus trópusi halfaj, amely a korallzátonyok közelében él. 1-45 méteres mélységben található meg. A brakkvizet is tűri. Élőhelyén a legnagyobb murénák egyike. Általában olyan üregeket foglal el, amelyek közelében tisztogató halak és kis rákok élnek. Tápláléka fejlábúak és kisebb halak. A felnőtt állatok agresszívek.

## Felhasználása
Nincs ipari mértékű halászata. Az akváriumok, szépsége miatt szívesen tartják ezt a halat.
Ciguatera mérgezésről számoltak be.

## Képek

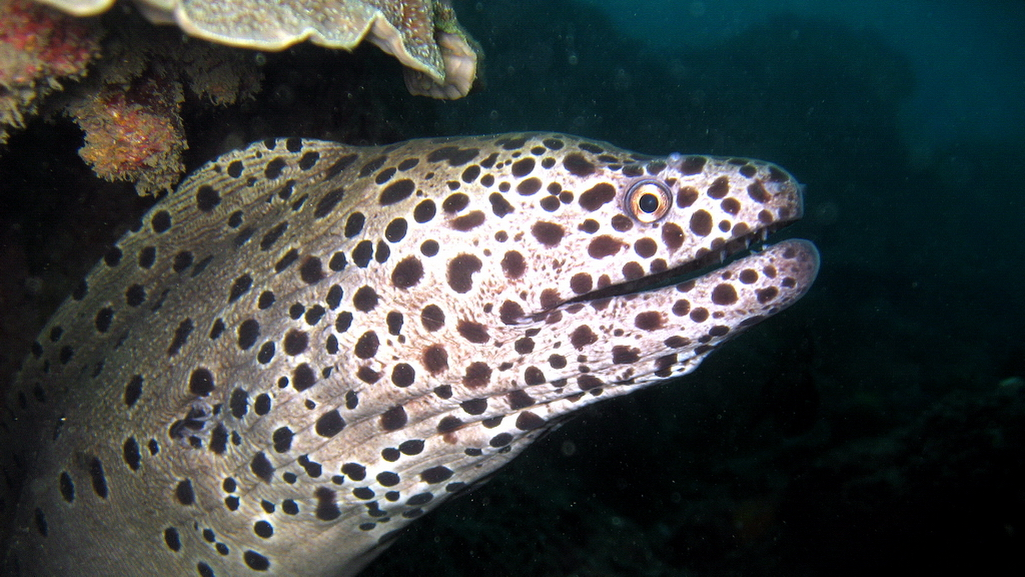
Világosabb példány és
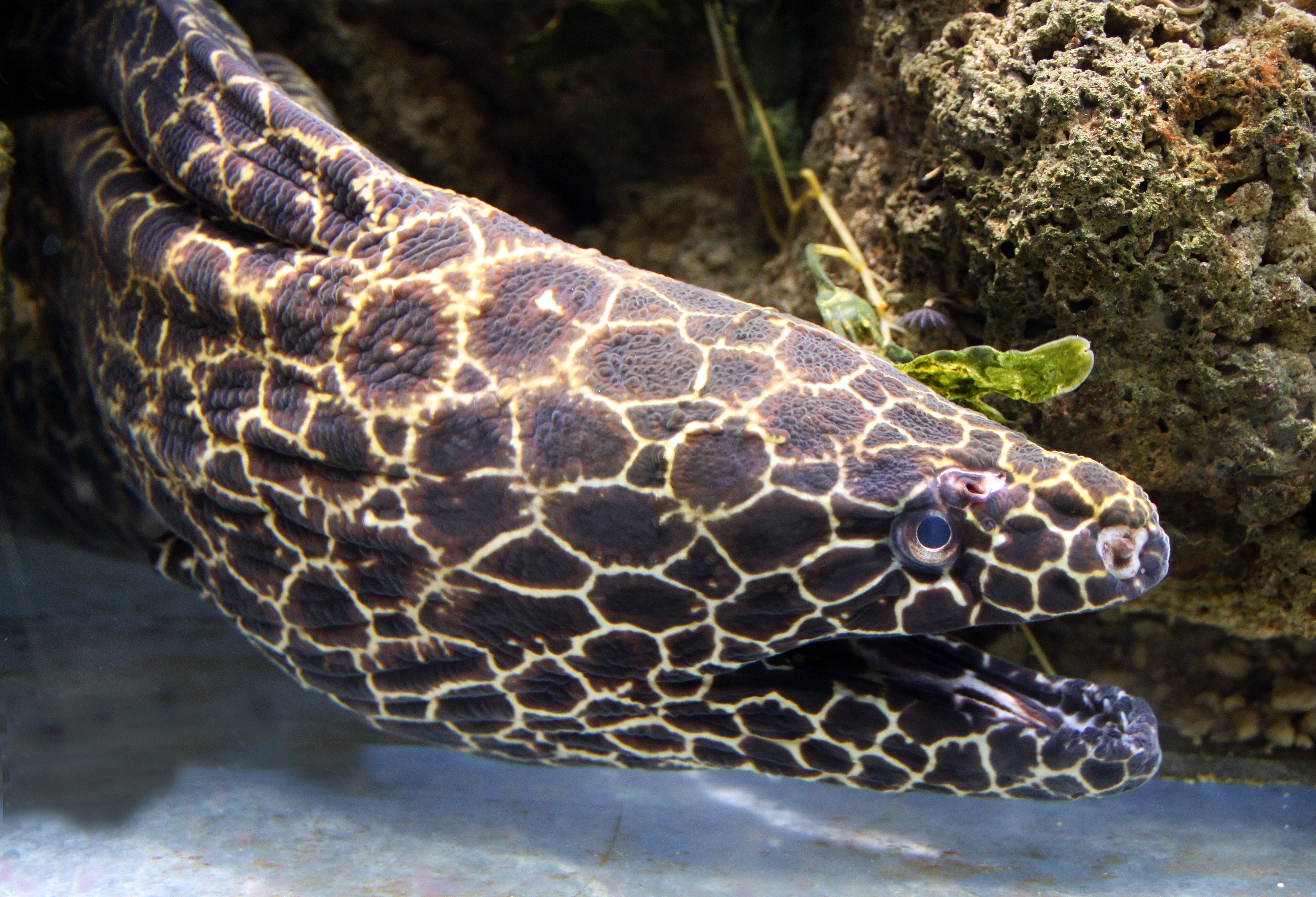
sötétebb példány